# Салізано
Салізано (італ. Salisano) — муніципалітет в Італії, у регіоні Лаціо,  провінція Рієті.
Салізано розташоване на відстані близько 50 км на північний схід від Рима, 18 км на південний захід від Рієті.
Населення — 572 особи (2014).

## Демографія
Населення за роками:

Станом на 1 січня 2023 року в муніципалітеті офіційно проживали 24 іноземці з 6 країн, серед них 21 громадянин країн Євросоюзу та 1 громадянин України.

## Сусідні муніципалітети
- Кастельнуово-ді-Фарфа
- Момпео
- Монте-Сан-Джованні-ін-Сабіна
- Монтополі-ді-Сабіна
- Поджо-Катіно
- Поджо-Міртето
- Роккантіка